# 로도피산맥

로도피산맥

로도피산맥(불가리아어: Родопи, 그리스어: Ροδόπη, 튀르키예어: Rodop)은 불가리아 남부에서 그리스 북동부에 이르는 산맥이다. 본래 그 이름은 '장미로 뒤덮인 언덕'이라는 뜻으로 온난한 기후를 가지고 있다. 산맥의 최고봉인 불가리아에 위치한 골리암 페릴릭(Golyam Perelik)의 높이는 2200여 미터이다. 로도피산맥은 발칸반도의 기후를 구분하는 역할을 하고 있다.

## 같이 보기
- 산맥 목록
- 릴라산맥
- 피린산맥
- 발칸산맥
- 비토샤산